# Tipton (Indiana)
Tipton város az USA Indiana államában. Lakosainak száma 5275 fő (2020. április 1.).

## Népesség
A település népességének változása:

| 2010 | 5 106 |
| 2020 | 5 275 |